# NGC 5505
NGC 5505 је спирална галаксија у сазвежђу Волар која се налази на NGC листи објеката дубоког неба.
Деклинација објекта је + 13° 18' 17" а ректасцензија 14h 12m 31,6s. Привидна величина (магнитуда) објекта NGC 5505 износи 13,0 а фотографска магнитуда 13,9. NGC 5505 је још познат и под ознакама UGC 9092, MCG 2-36-48, CGCG 74-138, KUG 1410+135, IRAS 14101+1332, PGC 50745.